# Christine Singer
Christine Singer é uma política alemã dos Eleitores Livres. Foi eleita Deputada ao Parlamento Europeu (MEP) nas eleições para o Parlamento Europeu de 2024.
É membro da Associação de Agricultores da Baviera e conselheira distrital em Garmisch-Partenkirchen.